# Ryszard Bondyra
Ryszard Bondyra (ur. 24 sierpnia 1956 w miejscowości Komarów-Osada, zm. 14 października 1998 w Zubowicach) – polski polityk, rolnik, poseł na Sejm II i III kadencji.

## Życiorys
Syn Jana. W 1982 ukończył studia na Wydziale Rolnym Akademii Rolniczej w Lublinie. Zajmował się rolnictwem. Był posłem II kadencji z okręgu zamojskiego z listy Polskiego Stronnictwa Ludowego. W 1997 został wybrany do Sejmu III kadencji. Zginął w 1998 w wypadku podczas prac we własnym gospodarstwie rolnym wciągnięty przez kombajn ziemniaczany.
W 1998 pośmiertnie odznaczony Krzyżem Kawalerskim Orderu Odrodzenia Polski.